# Campionato europeo femminile under 19 di calcio 2006
Il Campionato europeo femminile under 19 di calcio 2006 è stato la 9ª edizione del torneo organizzato dalla UEFA. La fase finale si è giocata in Svizzera, dall'11 al 22 luglio 2006. Al torneo potevano partecipare solo le giocatrici nate dopo il 1º gennaio 1987.
La Germania ha vinto il titolo per la quarta volta.

## Qualificazioni
Le qualificazioni prevedevano due fasi. Nella prima, 40 squadre sono state divise in 10 gironi di 4. Le prime due classificate di ogni girone e le cinque migliori terze si sono qualificate per la seconda fase, a cui erano ammesse direttamente Germania Francia e Spagna, ovvero le prime tre del ranking UEFA. Le 28 squadre rimaste sono state divise in 7 gironi di 4. Le vincitrici di ogni girone si sono qualificate per la fase finale.

## Fase finale

### Gruppo A
| Pos. | Squadra   | Pt | G | V | N | P | GF | GS | DR |
| ---- | --------- | -- | - | - | - | - | -- | -- | -- |
| 1.   | Germania  | 7  | 3 | 2 | 1 | 0 | 7  | 1  | +6 |
| 2.   | Danimarca | 4  | 3 | 1 | 1 | 1 | 2  | 3  | -1 |
| 3.   | Svezia    | 3  | 3 | 0 | 3 | 0 | 1  | 1  | 0  |
| 4.   | Belgio    | 1  | 3 | 0 | 1 | 2 | 1  | 6  | -5 |

| Arbitro: | Teodora Albon |

|           |           |            |
| Angel 88’ | Marcatori | 37’ Krantz |

| Arbitro: | Sandra Braz Bastos |

|                   |           |                        |
| E. Madsen 42’ 67’ | Marcatori | 33’ Elsen · 53’ Médard |

| Arbitro: | Paloma Quintero Siles |

|                                |           |  |
| Bajramaj 53’ (rig.) Keßler 67’ | Marcatori |  |

| Berna 13 luglio 2006, ore 19:15 (CEST) | Svezia       | 0 – 0 referto | Belgio | Stadio Neufeld\| Arbitro: \| Rachel Cohen \| |
| Arbitro:                               | Rachel Cohen |               |        |                                              |

| Arbitro: | Kateryna Monzul' |

|  |           |                                            |
|  | Marcatori | 42’ Engel 46’ Keßler 85’ Blässe 90’ Höfler |

| Langenthal 16 luglio 2006, ore 18:00 (CEST) | Svezia                | 0 – 0 referto | Danimarca | Stadion Rankmatte\| Arbitro: \| Hilal Tuba Tosun Ayer \| |
| Arbitro:                                    | Hilal Tuba Tosun Ayer |               |           |                                                          |

### Gruppo B
| Pos. | Squadra     | Pt | G | V | N | P | GF | GS | DR |
| ---- | ----------- | -- | - | - | - | - | -- | -- | -- |
| 1.   | Francia     | 9  | 3 | 3 | 0 | 0 | 8  | 1  | +7 |
| 2.   | Russia      | 6  | 3 | 2 | 0 | 1 | 8  | 6  | +2 |
| 3.   | Svizzera    | 3  | 3 | 1 | 0 | 2 | 3  | 5  | -2 |
| 4.   | Paesi Bassi | 0  | 3 | 0 | 0 | 3 | 1  | 8  | -7 |

| Arbitro: | Hilal Tuba Tosun Ayer |

|                     |           |                                               |
| Danilova 40’ (rig.) | Marcatori | 12’ 66’ Delie 19’ Coton-Pélagie 90’ Le Sommer |

| Arbitro: | Kateryna Monzul' |

|                        |           |  |
| Sarrasin 63’ Meyer 75’ | Marcatori |  |

| Arbitro: | Sandra Braz Bastos |

|  |           |           |
|  | Marcatori | 39’ Delie |

| Arbitro: | Teodora Albon |

|         |           |                  |
| Abbé 1’ | Marcatori | 50’ 59’ Danilova |

| Arbitro: | Paloma Quintero Siles |

|                                       |           |  |
| Houara 66’ Mazaloubeaud 12’ Delie 90’ | Marcatori |  |

| Arbitro: | Rachel Cohen |

|                   |           |                                        |
| van der Heijde 8’ | Marcatori | 18’ 28’ 53’ 68’ Danilova 84’ Terechova |

### Fase a eliminazione diretta
|  | Semifinali | Semifinali | Semifinali |         |          | Finale   | Finale | Finale |  |
|  |            |            |            |         |          |          |        |        |  |
|  | Germania   | Germania   | 4          |         |          |          |        |        |  |
|  | Germania   | Germania   | 4          |         |          |          |        |        |  |
|  | Russia     | Russia     | 0          |         |          |          |        |        |  |
|  | Russia     | Russia     | 0          |         | Germania | Germania | 3      |        |  |
|  |            |            |            |         | Germania | Germania | 3      |        |  |
|  |            |            | Francia    | Francia | 0        |          |        |        |  |
|  | Francia    | Francia    | Francia    | Francia | 0        | 1        |        |        |  |
|  | Francia    | Francia    |            |         |          |          |        |        |  |
|  | Danimarca  | Danimarca  | 0          |         |          |          |        |        |  |

#### Semifinali
| Arbitro: | Teodora Albon |

|                                                           |           |  |
| Angel 47’ M. Kerschowski 50’ Maier 53’ I. Kerschowski 72’ | Marcatori |  |

| Arbitro: | Hilal Tuba Tosun Ayer |

|           |           |  |
| Delie 71’ | Marcatori |  |

#### Finale
| Arbitro: | Paloma Quintero Siles |

|                                            |           |  |
| I. Kerschowski 13’, 53’ M. Kerschowski 75’ | Marcatori |  |

## Statistiche

### Classifica marcatrici
7 gol
- Elena Danilova

5 gol
- Marie-Laure Delie

3 gol
- Isabel Kerschowski

2 gol
- Emma Madsen
- Ann-Christin Angel
- Nadine Keßler
- Monique Kerschowski

1 gol
- Kristien Elsen
- Nora Coton-Pélagie
- Jessica Houara
- Eugénie Le Sommer
- Chloé Mazaloubeaud
- Fatmire Bajramaj

- Anna Blässe
- Friederike Engel
- Juliane Höfler
- Juliane Maier
- Amber van der Heijde

- Elena Terechova
- Maja Krantz
- Caroline Abbé
- Isabelle Meyer
- Maeva Sarrasin